# Arthur Chichester (1er baron Chichester)
Pour les articles homonymes, voir Arthur Chichester.
Arthur Chichester, né au mois de mai 1563 et mort le 19 février 1625, est un administrateur et soldat anglais devenu Lord Adjoint d'Irlande de 1605 à 1616. Il joue un rôle déterminant dans le développement et l'expansion de Belfast, aujourd'hui la capitale de l'Irlande du Nord. Plusieurs rues sont nommées son honneur et pour son neveu et héritier Arthur Chichester (1er comte de Donegall), notamment Chichester Street et la Donegall Place attenante, site de l'Hôtel de ville de Belfast.

## Origines
Arthur Chichester est le deuxième fils de John Chichester (mort en 1569) (en), de Raleigh, Pilton, dans le nord du Devon, un membre dirigeant de la noblesse du Devonshire, un capitaine de marine et un protestant ardent qui est shérif du Devon en 1550-1551, et chevalier du Comté du Devon en 1547, avril 1554 et 1563, et député de Barnstaple en 1559. La mère d'Arthur, Gertrude Courtenay, est une fille de William Courtenay (1477-1535) (en) "Le Grand", de Powderham, Devon, 6e descendant du 2e comte de Devon (mort en 1377), député du Devon en 1529, trois fois shérif du Devon, en 1522, 1525-6, 1533-4, écuyer du corps du roi Henri VIII, qu'il accompagne au Camp du Drap d'Or .

## Carrière
Après avoir fréquenté l'Exeter College d'Oxford, favorisé par de nombreux Dévoniens, Chichester commande le HMS Larke contre l'Armada espagnole en 1588. En 1595, il accompagne Francis Drake lors de sa dernière expédition aux Amériques. Plus tard dans la guerre anglo-espagnole, il commande une compagnie lors du raid de 1596 sur Cadix, pour lequel il est fait chevalier. Un an plus tard, il est avec les forces anglaises en France combattant avec le roi Henri IV contre les Espagnols en Picardie. Il est blessé à l'épaule lors du siège d'Amiens en septembre 1597 au cours duquel la ville est prise aux Espagnols. Il est fait chevalier par Henri pour sa bravoure.

## Irlande
Sa carrière en Irlande commence lorsqu'en 1598, le 2e comte d'Essex le nommant gouverneur de Carrickfergus, à la suite de la mort de son frère, Sir John Chichester, tué à la bataille de Carrickfergus l'année précédente. On dit que Sir John Chichester a été décapité et que sa tête a été utilisée comme ballon de football par le clan MacDonnell après leur victoire. James Sorley MacDonnell, commandant des forces du clan à la bataille de Carrickfergus, est empoisonné au Château de Dunluce sur ordre de Robert Cecil pour apaiser Chichester .
Pendant la guerre de Neuf Ans, Chichester commande les troupes royales en Ulster, utilisant la politique de la terre brûlée. Il encercle les forces du comte de Tyrone avec des garnisons, affamant efficacement les troupes du comte. Dans une lettre de 1600 à Cecil, il déclare qu'« un million d'épées ne leur feront pas autant de mal qu'une famine d'un hiver ». Bien que ces tactiques n'aient pas été initialement conçues par Chichester, il les met en œuvre sans pitié, gagnant le statut de figure de haine parmi les Irlandais. L'affaiblissement de la position militaire de Lord Tyrone l'oblige à abandonner et à détruire sa capitale à Dungannon.
À la suite de la signature du traité de Mellifont, il succède à Charles Blount (8e baron Mountjoy) en tant que Lord adjoint d'Irlande à partir du 3 février 1605 . Un an plus tard, en 1606, il épouse Lettice Perrot, veuve successivement de Walter Vaughan de Golden Grove, Carmarthenshire,  et John Langhorne de St Brides, Pembrokeshire, et fille de Sir John Perrot, ancien Lord adjoint d'Irlande.
Il considère le catholicisme irlandais comme une menace majeure pour la Couronne. Il supervise la persécution généralisée des catholiques et ordonne l'exécution de deux évêques, dont le vieil et respecté Conor O'Devany. Ses relations avec la noblesse traditionnellement catholique du Pale, en particulier Christopher St Lawrence (10e baron Howth) (en), qui pouvait être assez querelleur, sont médiocres. Dans les violentes querelles de Lord Howth avec les nouvelles familles de colons anglais, en particulier Thomas Jones (évêque) (en), archevêque de Dublin, et son fils, et le vicomte Moore de Drogheda, Chichester se range invariablement contre Howth, mais est incapable de briser complètement son influence car il est un favori de Le roi Jacques Ier.
À la suite de la fuite des comtes  en 1607, Chichester est une figure de proue lors de la plantation d'Ulster. Initialement, il souhaite que le nombre de planteurs écossais soit faible, les propriétaires terriens irlandais natifs obtenant plus de terres. Cependant, après la rébellion d'O'Doherty dans le comté de Donegal en 1608, ses plans changent et tous les seigneurs autochtones perdent leurs terres. La plupart des terres sont attribuées à de riches propriétaires terriens d'Angleterre et d'Écosse. Cependant, Chichester fait campagne avec succès pour récompenser les vétérans de la guerre de Neuf Ans, financés par la City of London.

## Fin de carrière
Chichester joue un rôle déterminant dans le développement et l'expansion de Belfast, aujourd'hui la capitale de l'Irlande du Nord. En 1611, il construit un nouveau château de Belfast sur le site d'une ancienne fortification normande, la structure normande datant probablement de la fin du XIIe siècle ou du tout début du XIIIe siècle . En 1613, il est élevé à la pairie d'Irlande en tant que 1er baron Chichester. Des problèmes de santé en 1614 conduisent à sa retraite et son mandat prend fin en février 1616 . Dans ses dernières années, Lord Chichester est ambassadeur auprès de l'Empire des Habsbourg.

## Mariage et enfants
En 1606, il épouse Lettice Perrot, veuve successivement de Walter Vaughan de Golden Grove, Carmarthenshire, et de John Langhorne de St Brides, Pembrokeshire, et fille de Sir John Perrot,  un ancien Lord adjoint d'Irlande. D'elle, il a un fils unique qui meurt enfant :
- Arthur Chichester (né le 22 septembre 1606, décédé en octobre 1606) qui est mort âgé d'un mois et est enterré à Christ Church, Dublin, le 31 octobre 1606 [6].

Lord Chichester meurt d'une pleurésie à Londres en 1625 et est enterré sept mois plus tard dans l'église Saint-Nicolas de Carrickfergus. La baronnie de Chichester s'est éteinte à sa mort mais est relancée la même année en faveur de son frère cadet Edward, qui est élevé à la pairie en tant que 1er vicomte Chichester et est le père d'Arthur Chichester (1er comte de Donegall).
L'influence de la famille à Belfast est toujours évidente. Plusieurs rues sont nommées en son honneur, dont Donegall Place, site de l'hôtel de ville de Belfast et la rue Chichester adjacente.